# Људски окови (филм из 1934)
Људски окови (енгл. Of Human Bondage) је америчка филмска адаптација истоименог романа Самерсета Мома, снимљена 1934. године у режији Џона Кромвела. Бети Дејвис је за улогу Милдред Роџерс била у конкуренцији за Оскара за најбољу главну глумицу, али је изгубила од Клодет Колбер (Догодило се једне ноћи). По мишљењу многих, била је то једна од највећих грешака које је Америчка академија за науку и филм икада направила. Касније су направљена два римејка: први 1946. са Еленор Паркер, а други 1964. са Ким Новак у улози Милдред.

## Радња
Филип Кери, веома осетљив и добродушан младић, прекида студије сликарства и из Париза се сели у Лондон, где уписује медицину. Једног дана у једном ресторану упознаје некултурну конобарицу Милдред Роџерс. Упркос њеној хладноћи и неуглађености, он налази да је она изузетно привлачна и схвата да је заљубљен у њу. Након неколико дана безопасног флерта, Роџерсова му говори да је верена и да ће се ускоро венчати. Филип је утучен, али поново проналази вољу за учењем. Након неколико година, Милдред долази код њега, сада већ лекара, и саопштава му да је трудна, а да је муж оставио. Иако већ неко време излази са кћерком једног свог пацијента и смеши му се успешна каријера, Филип одлучује да своју стару познаницу смести у свој стан, и обезбеди јој потребну негу. Роџерсовој је потребно све само не нега, и сва њена привидна рањивост нестаје, када показује своје право лице, вређајући Филипа и ломећи његове слике из Париза. Он је упркос свему и даље воли и није спреман да је отера од себе.

## Улоге
| Глумац        | Улога          |
| ------------- | -------------- |
| Лесли Хауард  | Филип Кери     |
| Бети Дејвис   | Милдред Роџерс |
| Френсис Ди    | Сали           |
| Кеј Џонсон    | Нора           |
| Реџиналд Дени | Хари Грифитс   |